# The Upsetters
The Upsetters est le nom du collectif de musiciens de Lee "Scratch" Perry de 1969 à 1979. Ce collectif l'accompagna en tournée en 1970, accompagna en studio les musiciens que Lee Perry produit durant cette période, le groupe de son studio le Black Ark.
Ce collectif était à "géométrie variable" et sa composition dépendait de l'humeur et des exigences de Lee Perry. Beaucoup de grands musiciens jamaïcains ont fait partie de ce groupe et les membres du groupe en 1969 n'étaient pas les mêmes qu'en 1976.
Les Upsetters sont rarement crédités car ils jouent le plus souvent pour accompagner les chanteurs (Max Romeo signe quand même son album War Ina Babylon sous le nom de Max Romeo and the Upsetters).

## Histoire
La première formation se composait de Jackie Jackson à la basse, Hugh Malcolm à la batterie, Hux Brown à la guitare et Winston Wright à l'orgue. Ce sont eux qu'on entend sur "People Funny Boy" où Lee Perry règle ses comptes avec Joe Gibbs tout comme il réglait ses comptes avec Coxsone dans le titre "The Upsetter".
Ces musiciens sont les Dynamites de Clancy Eccles ou les Crystalites de Derrick Harriott. Ils ont également joué pour Toots And The Maytals sur de nombreux albums. Vers 69, ils sont remplacés par les ex Hippy Boys, c’est-à-dire Aston Barrett à la basse, son frère Carlton à la batterie, alva Lewis à la guitare rythmique, Rannie Bop Williams à la guitare solo et Glen Adams à l'orgue. C'est avec eux que Lee Scratch va enregistrer entre autres les Wailers de 69 à 73.
Ensuite, à l'époque du Black Ark, la formation va encore évoluer. La basse est tenue par Robbie Shakespeare ou Boris Gardiner (parfois Dougie Bryan), la batterie par Sly Dunbar, Lloyd Adams ou Mickey Boo Richards ; aux claviers Theophilius Beckford, Winston Wright, Robbie Lyn ou Keith Sterling ; Les guitares de Earl 'Chinna' Smith, Michael Chung (aka Mao), Willie Lindo, Ernest Ranglin ou Robert Johnson. Il convient de leur adjoindre de nombreux musiciens comme Augustus Pablo au mélodica ou au clavier, David Madden et Bobby Ellis à la trompette, Vin Gordon au trombone, Glen DaCosta avec Tommy McCook et Dirty Harris aux saxos, et enfin aux percussions Noel "Skully" Simms (aussi connu sous le nom de Zoot Simms), Uziah "Sticky" Thompson et Lee "Upsetter" Perry lui-même. Lee Perry produit avec eux seuls l'album Super Ape en 1976.

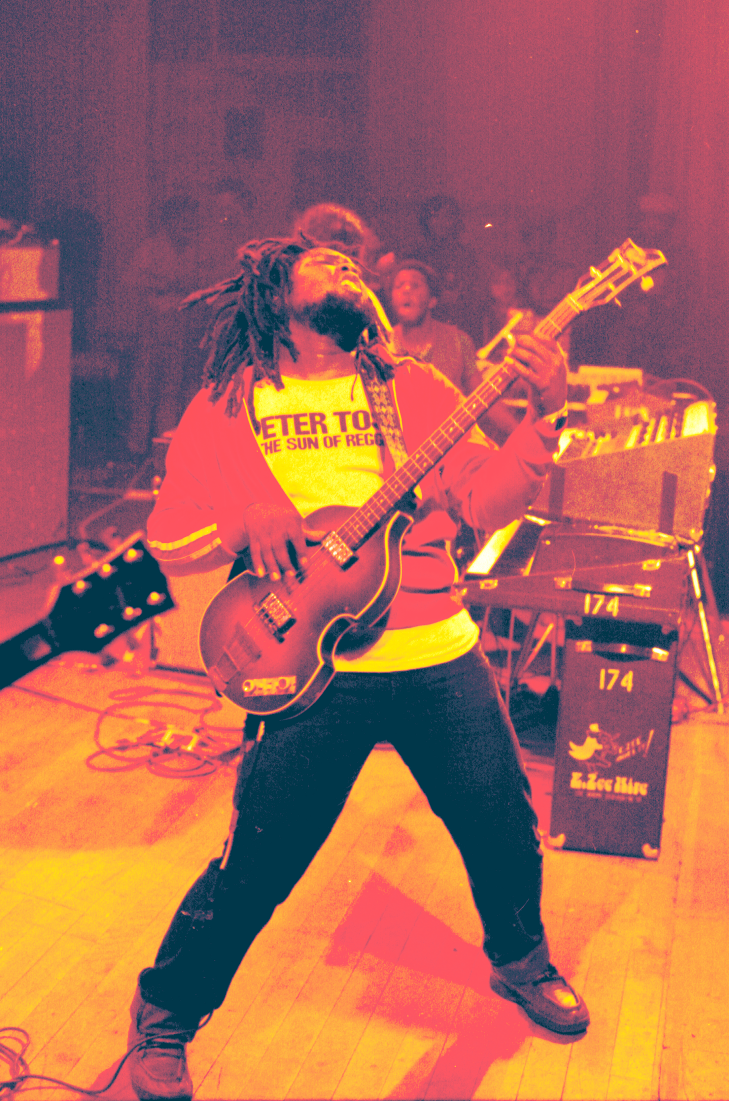
Robbie Shakespeare
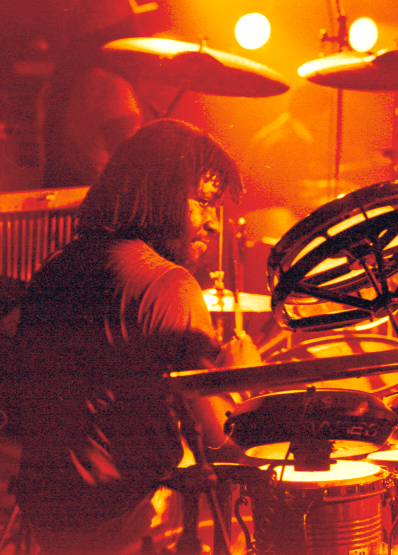
Sly Dunbar
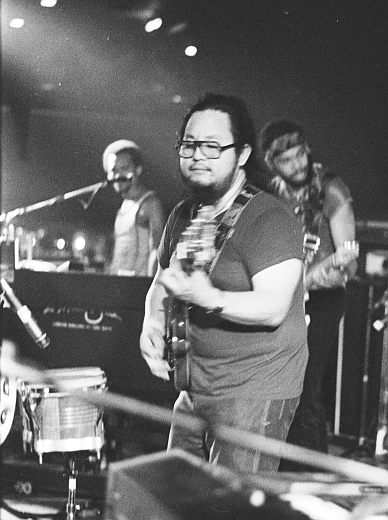
Mikey Chung
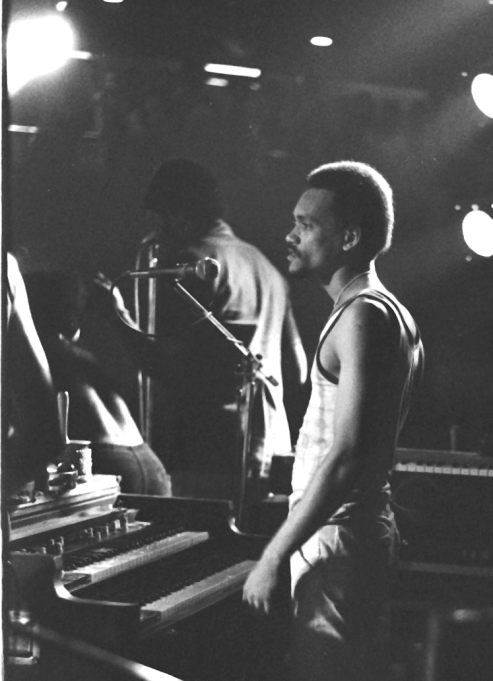
Robbie Lyn
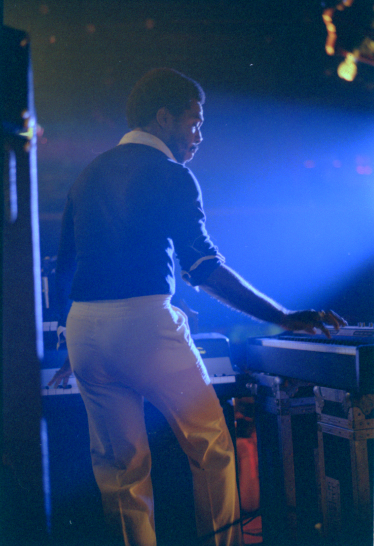
Keith Sterling

Après les Skatalites, les Upsetters sont une des formations instrumentales qui par leur grande présence discographique eurent une influence très importante sur l'évolution musicale du Reggae des années 70, jusqu'à l'arrivée des séquenceurs et des boites à rythmes.

## Discographie
- 1969 The Upsetter
- 1969 Return of Django
- 1970 The Good, the Bad and the Upsetters
- 1970 Many moods of the Upsetters
- 1970 Clint Eastwood
- 1970 Scratch the Upsetters again
- 1971 Eastwood rides again
- 1972 Cloak and dagger
- 1973 Blackboard jungle dub
- 1975 Kung Fu Meets The Dragon
- 1975 Musical Bones
- 1976 Super Ape
- 1977 Return of the super ape
- 1980 Black Ark In Dub